# Haji Yakub Qureshi
Haji Yakub Qureshi (Hindi: हाजी याकूब कुरैशी, IAST: Hājī Yākūb Kuraiśī) ist ein indischer Politiker islamistischer Ausrichtung. Er ist Kabinettsmitglied im Bundesstaat Uttar Pradesh.

## Tätigkeiten
International bekannt wurde Qureshi, als er am 17. Februar 2006 als Minister für die muslimische Minderheit im Anschluss an das islamische Freitagsgebet in Meerut ein Kopfgeld von knapp 10 Millionen Euro für die Enthauptung des dänischen Zeichners der Mohammed-Karikaturen in der Zeitung Jyllands-Posten aussetzte.
Der Minister rechtfertigte sein Verhalten mit der Begründung, es sei rechtmäßig, jemanden zu töten, der den Propheten Mohammed beleidigt habe. Es sei eine abgestimmte Entscheidung gewesen, das Millionen-Kopfgeld auszusetzen. Die rivalisierende Bharatiya Janata Party (BJP) forderte seine Inhaftierung und Ablösung.
2007 wurde Quereshi für die von seinem Bruder Yussuf gegründete Partei Uttar Pradesh United Democratic Front (UPUDF) in das Parlament des Bundesstaates Uttar Pradesh gewählt, die sich später mit der Bahujan Samaj Party zusammenschloss.
Im September 2011 wurde der aus Meerut stammende Landtagsabgeordnete Qureshi von seiner Partei, der Bahujan Samaj Party (BSP), suspendiert, weil er sich abfällig über Sikhs geäußert hatte, als deren Schlachthaus in Meerut eingeweiht wurde.
Als er von der BSP nicht für die Wahlen im Jahr 2012 aufgestellt wurde, wechselte er zur Partei Rashtriya Lok Dal.
Am 8. Januar 2015 bot Qureishi den Attentätern des Anschlages auf Charlie Hebdo in Paris 51 crore indische Rupien (umgerechnet € 7,7 Millionen) als Belohnung für ihre Tat, wie er es 2006 versprochen habe. Er begründete es damit, dass jeder, der dem Propheten mit mangelndem Respekt begegnen würde, den Tod verdiene. Die Tat sei völlig gerechtfertigt, denn das Magazin habe den Islam mehrfach verspottet. Der stellvertretende Generaldirektor der zuständigen Polizei in Uttar Pradesh, kündigte an, diese Aussagen auf ihre Straffähigkeit nach dem indischen Gesetz zu prüfen. Qureishi bestritt danach, die ihm zur Last gelegten Äußerungen gemacht zu haben.